# Ammo Col
Ammo Col är ett bergspass i Antarktis. Det ligger i Västantarktis. Argentina, Chile och Storbritannien gör anspråk på området. Ammo Col ligger 21 meter över havet.
Terrängen runt Ammo Col är platt österut, men åt nordväst är den kuperad. Havet är nära Ammo Col söderut. Trakten är glest befolkad. Närmaste befolkade plats är Rothera Research Station, 1,8 kilometer sydost om Ammo Col. 